# Survivor Series (2005)
Survivor Series (2005) foi o décimo nono evento anual Survivor Series promovido pela WWE. Foi realizado em 27 de novembro de 2005, na Joe Louis Arena, em Detroit, Michigan. O evento contou com a participação dos lutadores dos programas Raw e SmackDown!.

## Resultados
| Nº                                          | Resultados | Estipulações                                                                                       | Tempo |
| ------------------------------------------- | --- | -------------------------------------------------------------------------------------------------- | ----- |
| Pré- show                                   | Juventud (com Psicosis e Super Crazy) derrotou Simon Dean | Luta individual                                                                                    | 4:10  |
| 1                                           | Booker T (com Sharmell) derrotou Chris Benoit | Luta individual; esta foi a primeira luta na série melhor de 5 pelo WWE United States Championship | 14:39 |
| 2                                           | Trish Stratus (c) (com Mickie James) derrotou Melina (com Joey Mercury e Johnny Nitro) | Luta individual pelo WWE Women's Championship                                                      | 6:30  |
| 3                                           | Triple H derrotou Ric Flair | Luta Last Man Standing                                                                             | 27:01 |
| 4                                           | John Cena (c) derrotou Kurt Angle | Luta individual pelo WWE Championship com Daivari como árbitro especial                            | 13:56 |
| 5                                           | Theodore Long (com Palmer Cannon) derrotou Eric Bischoff | Luta individual                                                                                    | 5:23  |
| 6                                           | Time SmackDown! (Batista, Rey Mysterio, John "Bradshaw" Layfield, Bobby Lashley e Randy Orton) (com Bob Orton e Jillian Hall) derrotou Time Raw (Shawn Michaels, Kane, Big Show, Carlito e Chris Masters) | Luta Survivor Series 5-contra-5 de eliminação1                                                     | 24:01 |
| (c) – Refere-se aos campeões antes da luta. | | |       |

| Eliminações no Survivor Series↑ | Eliminações no Survivor Series↑ | Eliminações no Survivor Series↑ | Eliminações no Survivor Series↑ | Eliminações no Survivor Series↑ | Eliminações no Survivor Series↑ |
| Eliminação #                    | Lutador                         | Time                            | Eliminado por                   | Movimento finalizador | Tempo                           |
| ------------------------------- | ------------------------------- | ------------------------------- | ------------------------------- | --- | ------------------------------- |
| 1                               | Bobby Lashley                   | Time Smack Down                 | Shawn Michaels                  | Eliminado depois de um Chokeslam de Kane                                                                                               | 7:17                            |
| 2                               | Kane                            | Time RAW                        | Batista                         | Eliminado depois de um 619 de Mysterio e um Spinebuster de Batista                                                                     | 11:41                           |
| 3                               | Batista                         | Time Smack Down                 | Big Show                        | Eliminado depois de um Double Chokeslam de Kane e Big Show                                                                             | 12:27                           |
| 4                               | Big Show                        | Time RAW                        | Rey Mysterio                    | Eliminado depois de um Clothesline from Hell(JBL), 619(Mysterio), RKO(Orton), outro Clothesline from Hell e um Seated Senton(Mysterio) | 14:28                           |
| 5                               | Carlito                         | Time RAW                        | JBL                             | Eliminado depois de um Clothesline from Hell                                                                                           | 17:35                           |
| 6                               | Chris Masters                   | Time RAW                        | Rey Mysterio                    | Eliminado depois de um Dropin' The Dime                                                                                                | 19:12                           |
| 7                               | Rey Mysterio                    | Time Smack Down                 | Shawn Michaels                  | Eliminado depois de um Sweet Chin Music no ar                                                                                          | 20:30                           |
| 8                               | JBL*                            | Time Smack Down                 | Shawn Michaels                  | Eliminado depois de um Sweet Chin Music                                                                                                | 20:44                           |
| 9                               | Shawn Michaels                  | Time RAW                        | Randy Orton                     | Eliminado depois de um RKO | 24:01                           |
| Survivor                        | Randy Orton (Time SmackDown!)   | Randy Orton (Time SmackDown!)   | Randy Orton (Time SmackDown!)   | Randy Orton (Time SmackDown!) | Randy Orton (Time SmackDown!)   |

- Depois de ser eliminado, JBL tentou atacar Michaels, mas recebeu outro Sweet Chin Music
- Depois da luta, The Undertaker surgiu de dentro de um caixão em chamas e atacou todos os lutadores da SmackDown no ringue (Simon Dean, James Dick, Chad Dick, Funaki, Orlando Jordan, Brian Kendrick, Sylvan, Paul Burchill e Willian Regal), exceto Randy Orton e seu pai, Bob Orton, Jr., que fugiram.